# Kunstmuseum aan Zee

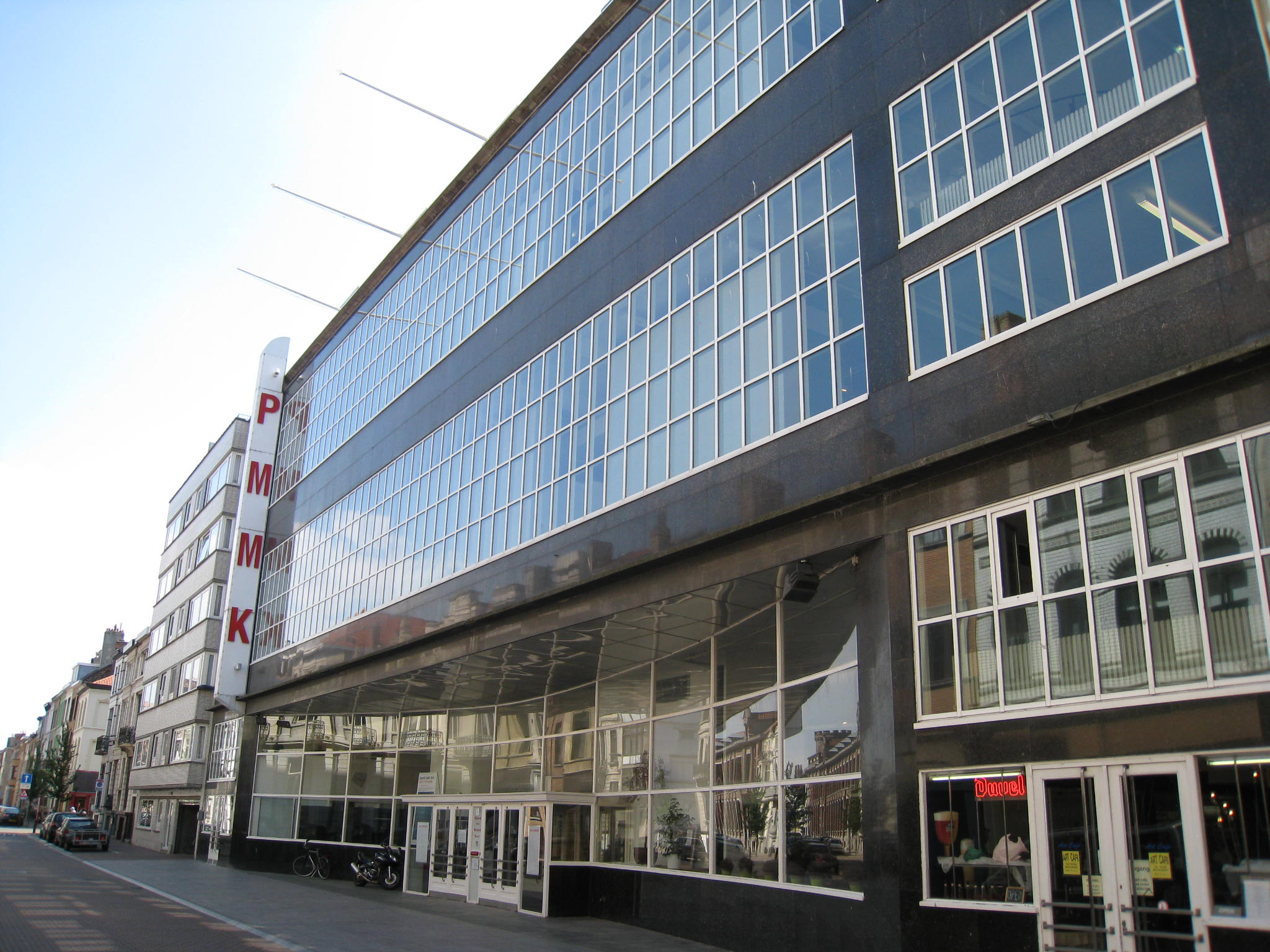
Das Provinciaal Museum voor Moderne Kunst befindet sich in einem von Gaston Eysselinck gebauten ehemaligen Kaufhaus. (Foto: 2008)

 Das Kunstmuseum aan Zee, kurz Mu.ZEE, bis 2009 bekannt als PMMK (niederländisch Provinciaal Museum voor Moderne Kunst) ist ein Museum für Moderne Kunst im belgischen Badeort Ostende an der Nordsee. Es bietet einen umfassenden Einblick in die belgische Kunst seit Beginn des 20. Jahrhunderts, insbesondere der flämischen Expressionisten. Einen Schwerpunkt bilden die Werke der Maler James Ensor (1860–1949) und Leon Spilliaert (1881–1946), die in Ostende geboren wurden und ihrer Heimatstadt und der Region eng verbunden waren.

## Gebäude
Das Museum im Ostender Zentrum nahe dem Leopoldpark wurde 1947 von dem belgischen Architekten und Designer Gaston Eysselinck (1907–1953) als Kaufhaus gebaut. Nachdem das Kaufhaus aufgegeben worden war, wurde es in den 1980er Jahren zum Museum umgebaut. Ende 1986 wurde es als Museum für Gegenwartskunst eröffnet. Es hat 14.000 Quadratmeter Ausstellungsfläche auf fünf Ebenen. Daneben gibt es ein Museumscafé und einen Museumsladen, in dem Ausstellungskataloge, Postkarten, Plakate und Originalgrafiken verkauft werden. Im Jahr 2009 wurden dort die Sammlungen des Provinciaal Museum voor Moderne Kunst und des Museum voor Schone Kunsten in Ostende unter der neuen Bezeichnung Kunstmuseum aan Zee, kurz Mu.Zee, zusammengelegt.

## Ausstellungen
1986 wurde das PMMK mit einer Retrospektive des Werks des  belgischen Expressionisten Constant Permeke eröffnet. Im 20. Jahr seines Bestehens zeigte das Museum 2006/2007 die Ausstellung „James Ensor en de avant-garde aan zee“ (James Ensor und die Avantgardisten am Meer). Sie wurde wie die Eröffnungsausstellung kuratiert von Willy Van den Bussche, Hauptkonservator des PMMK in Ostende und des PMCP (Provinciaal Museum Constant Permeke) in Jabbeke.
Dauerhaft ausgestellt sind seit 2003 Werke des Malers Emile Salkin (1900–1977). Einen Überblick über französische Kunst von 1960 bis 1970 und aus den 1980er Jahren gibt die Sammlung Jeanne Matossian mit 450 Gemälden, Grafiken und Plastiken.